# Флоридские девушки
«Флоридские девушки» (англ. Florida Girls) — американский телесериал в жанре ситком, созданный Лорой Чинн и который транслировался на телеканале Pop с 10 июля 2019 года по 17 августа 2019 года. 
В центре сюжета сериала находится жизнь четырёх разных девушек, живущих в трейлером парке.
3 октября 2019 года сериал был продлён на второй сезон. Однако, 3 марта 2020 года стало известно, что Pop закрыл сериал вместе с несколькими другими своими оригинальными программами по неизвестным причинам.

## Сюжет
Сюжет вращается вокруг четырёх подруг, которые проживают бок о бок в трейлером парке. Когда их общая знакомая получает аттестат о среднем образовании и уезжает из городка, подруги не хотят оставлять это так просто и тоже стремятся добиться аттестации.

## В ролях
- Лора Чинн — Шелби
- Пэтти Гуггенхейм — Эрика
- Лейси Мосли — Джейла
- Мелани Филд — Кейтлин
- Патрик Ропер — Кен
- Уильям Токарси — Чак
- Ким Уитли — мама Шелби
- Констанс Шульман — Дебора
- Кристофер Джеймс Уильямс — Гарольд
- Скотт Макартур — Дево
- Кортни Поросо — Кристал Мет
- Бен Бладон — Уотти

## Сезоны
| Сезон | Серии | Серии | Даты показа  | Даты показа     |
| Сезон | Серии | Серии | Первая серия | Последняя серия |
| ----- | ----- | ----- | ------------ | --------------- |
| 1     | 10    | 10    | 10 июля 2019 | 17 августа 2019 |

## Эпизоды

### Сезон 1(2019)
| № общий | № в сезоне | Название                                                                | Режиссёр      | Автор сценария   | Дата премьеры  | Зрители в США (млн) |
| --- | ---------- | ----------------------------------------------------------------------- | ------------- | ---------------- | -------------- | ------------------- |
| 1 | 1          | «Пилот» «Pilot»                                                         | Кэт Койро     | Лора Чинн        | 10 июля 2019   | 0.079               |
| Четверо девушек из Флориды остаются без лучшей подруги, когда она переезжает из их общего дома на колёсах, чтобы начать карьеру. В её отсутствие девочкам приходится самим оплачивать счета за электричество, а Шелби подумывает о том, чтобы получить аттестат о среднем образовании. |            |                                                                         |               |                  |                |                     |
| 2 | 2          | «Река грязной задницы» «Dirty Ass River»                                | Кэт Койро     | Джаред Миллер    | 10 июля 2019   | 0.071               |
| План девушек принять кислоту и отправиться в аквапарк рушится, когда они понимают, что Шелби взяла их единственную машину, чтобы поехать на новую работу. Разрываясь между тем, чтобы быть хорошей подругой и хорошей ученицей, Шелби должна решить, что для неё важнее.               |            |                                                                         |               |                  |                |                     |
| 3 | 3          | «Воскресенье, насыщенное воскресенье» «Sunday Chunky Sunday»            | Мэттью Сон    | Лора Чинн        | 17 июля 2019   | 0.046               |
| Когда Джейла пропускает барбекю, на котором в основном присутствуют чернокожие люди, Кейтлин отчаянно пытается найти ещё одного чернокожего, а Шелби не может почувствовать себя принятой.                                                                                             |            |                                                                         |               |                  |                |                     |
| 4 | 4          | «Мы что, собрались в церковь?!» «Are We on a Church Trip?!»             | Кэт Койро     | Лора Чинн        | 17 июля 2019   | 0.045               |
| После того, как Шелби узнаёт, что церковь помогла брату Эрики, Мэтти, бездельнику и тунеядцу, наладить свою жизнь, она обманом заставляет девушек отправиться в церковную поездку в надежде, что это вдохновит их на перемены.                                                         |            |                                                                         |               |                  |                |                     |
| 5 | 5          | «Какая твоя любимая лодка?» «What's Your Favorite Boat?»                | Мэттью Сон    | Лора Чинн        | 24 июля 2019   | 0.064               |
| Девочки знакомятся с привилегированной жизнью, когда навещают богатую одноклассницу, а Шелби сталкивается со своими отношениями с мамой, когда они выслеживают её пьяного отчима. |            |                                                                         |               |                  |                |                     |
| 6 | 6          | «Перестань притворяться, что читаешь» «Stop Pretending to Read»         | Мэттью Сон    | Маркита Робинсон | 24 июля 2019   | 0.052               |
| Шелби находит книгу феминистки, которая заставляет её осознать, что мужчины воспринимают девушек как объекты. Тем временем Джейла начинает работать в баре и превращает его в стриптиз-клуб.                                                                                           |            |                                                                         |               |                  |                |                     |
| 7 | 7          | «Мы тут устраиваем экскурсию, ребята!» «We're Doing a Drive-By, Y'All!» | Рейчел Холдер | Джаред Миллер    | 31 июля 2019   | 0.092               |
| План Шелби пораньше лечь спать в будний вечер проваливается, как только возвращается токсичный парень Кейтлин. Девушки проводят всю ночь, выслеживая Дево по городу, что приводит к катастрофическим последствиям.                                                                     |            |                                                                         |               |                  |                |                     |
| 8 | 8          | «Королева благосостояния» «Welfare Queen»                               | Мэттью Сон    | Харпер Дилл      | 31 июля 2019   | 0.088               |
| Устав от безделья Эрики, Шелби ставит ей ультиматум, а затем узнаёт, почему Эрика такая разгильдяйка. Тем временем Кейтлин и Джейла пытаются починить сломанную лодку и наладить отношения.                                                                                            |            |                                                                         |               |                  |                |                     |
| 9 | 9          | «Вечеринка на острове: Часть 1» «Island Party: Part One»                | Мэттью Сон    | Джаред Миллер    | 7 августа 2019 | 0.083               |
| Накануне экзамена Шелби и «вечеринки года» Кейтлин на острове к девочкам неожиданно приезжает Мэнди, которая рассказывает о реальном мире и заставляет Шелби задуматься, хочет ли она вообще получать аттестат.                                                                        |            |                                                                         |               |                  |                |                     |
| 10 | 10         | «Вечеринка на острове: Часть 2» «Island Party: Part Two»                | Мэттью Сон    | Лора Чинн        | 7 августа 2019 | 0.071               |
| После серьёзных неудач девушки пытаются устроить вечеринку для Кейтлин. У Шелби экзистенциальный кризис из-за её будущего. Эрика объединяется с мамой Шелби, чтобы обмануть аптеку. |            |                                                                         |               |                  |                |                     |

## Критика
На сайте-агрегаторе Rotten Tomatoes сериал получил положительную оценку в 85 % на основе 13 рецензий со стороны критиков. Консенсус сайта гласит: «„Флоридские девушки“ — это остроумная и грубоватая комедия о жизни в солнечном штате, которая идеально подходит для летнего просмотра».
На сайте Metacritic сериал получил среднюю оценку в 69 баллов из 100 на основе 6 рецензий со стороны критиков, что указывает на «в целом положительные отзывы».
Газета The New York Times охарактеризовала сериал как «нечто более милое, чем сложное, более дружелюбное, чем заставляющее задуматься, достаточно умное, чтобы заинтересовать, но не обязательно достаточно смешное, чтобы очаровать».